# Aleksandr Afanas'evič Spendjarov
Aleksandr Afanas'evič Spendjarov (o Spendiaryan o Spendiarian o Spendiarov) (Kahovka, 1º novembre 1871 – Erevan, 7 maggio 1928) è stato un compositore e direttore d'orchestra armeno.

## Biografia
Compiuti gli studi a Simferopol nel 1890, frequentò le facoltà di diritto e storia naturale all'Università di Mosca fino al 1895, econtemporaneamente fu allievo per la teoria e la composizione di Nicolaj Semenovič Klenovskij; ammesso all'esercizio della professione forense nel 1897, abbandonò la carriera per dedicarsi alla musica e dal 1896 al 1900 studiò con Rimskij-Korsakov a Pietroburgo. Tornato in Crimea, nel 1908 divenne il direttore della Società degli Amici della Musica e dell'Arte drammatica e collaborò alla gestione sezione di Jalta della Società Russa di Musica; in quegli anni intraprese anche un'intensa attività di direttore d'orchestra in Russia e all'estero. Nel 1924 si stabilì ad Erevan, ove istituì una classe di strumentazione nel locale Conservatorio e si dedicò allo studio della musica popolare armena. Per la sua attività di compositore vinse treb volte il Premio Glinka (nel 1908, nel 1910 e nel 1912). Nel 1925 fu nominato Artista del Popolo della Repubblica Socialista Sovietica Armena.

## Stile
Come gran parte dei musicisti russi del momento, l'interesse di Spendjarov si rivolge, più che all'attività compositiva, all'esecuzione e particolarmente alla tradizione direttoriale.
Grazie agli studi compiuti con Rimskij-Korsakov, la sua musica acquista una dimensione più ricercata, più sottile, per la quale Spendjarov non esita a servirsi di temi popolari dell'Armenia e della Crimea che gli erano noti fin dall'infanzia, trascorsa appunto in questi Paesi. Riallacciandosi in questo agli altri compositori orientaleggianti, egli non solo cerca di inserire nelle sue composizioni citazioni di musiche popolari, ma intende coglierne lo spirito in una forma di ripensamento armonico.
E la sua opera diviene manifesta e definitiva nello sviluppo di una vera e propria opera nazionale armena, com'è il caso di Almast, che ne stigmatizza le caratteristiche e ne consacra lo spirito, pur conservando l'impianto sovietico, gli influssi classico-romantici e la brillantezza orchestrale propria del suo maestro di composizione e sviluppata in anni d'attività come direttore d'orchestra.

## Composizioni
- Opere
  - Almast, opera teatrale (libretto di Parnok, da Tumanjan; terminata e rivista da Štejnberg, fu rappresentata a Mosca nel 1930 e inaugurò l'Opera di Erevan nel 1933)
- Musica orchestrale
  - Minuetto (1895)
  - Berceuse (1897)
  - Ouverture da concerto, Op. 4 (1900)
  - Schizzi di Crimea, Op. 9 (I serie, 1903; II serie, 1912)
  - Le tre palme, quadro sinfonico, Op. 10 (da Lermontov, 1905)
  - Walzer da concerto (1906)
  - Preludio funebre (1908)
  - Due canti di tartari della Crimea (1915)
  - Studio su temi ebraici (1921)
  - Suite dall'opera Almast (1924)
  - Studi di Erevan, Op. 30 (1925)
- Musica per voce e orchestra
  - Il pescatore e la fata , ballata per basso (1902)
  - Beda, il predicatore, leggenda per mezzosoprano (da Polonskij, 1907)
  - Là, sul campo dell'onore, canto eroico per tenore (1914)
  - All'Armenia, aria da concerto per baritono (da O. Ovanesjan, 1915)
- Musica per coro e orchestra
  - Il campo biondeggiante, elegia (da Nekrasov, 1902)
  - Gloria al primo maggio (1917)
- Musica da camera
  - Fantasia spagnola, per quintetto con pianoforte (1894)
  - Romans, per violino e pianoforte (1896)
  - Kantsonetta, per violino e pianoforte (1896)
- Musica per pianoforte
  - Pesnya, plyaska i Khaytarma (1917)
  - Krïmskiy etyud (1917)
- Romanze e liriche
- Cori
- Rielaborazioni e trascrizioni di canti popolari e rivoluzionari
- ...altro...[1]